# العلاقات اللاوسية الهايتية
العلاقات اللاوسية الهايتية هي العلاقات الثنائية التي تجمع بين لاوس وهايتي.

## مقارنة بين البلدين
هذه مقارنة عامة ومرجعية للدولتين:
| وجه المقارنة                                              | لاوس        | هايتي                                |
| --------------------------------------------------------- | ----------- | ------------------------------------ |
| المساحة (كم2)                                             | 236.80 ألف  | 27.75 ألف                            |
| عدد السكان (نسمة)                                         | 6.86 مليون  | 10.98 مليون                          |
| الكثافة السكانية (ن./كم²)                                 | 28.97       | 395.68                               |
| العاصمة                                                   | فيينتيان    | بورت أو برانس                        |
| اللغة الرسمية                                             | اللغة اللاو | لغة فرنسية، اللغة الكريولية الهايتية |
| العملة                                                    | كيب لاوي    | جوردة هايتية                         |
| الناتج المحلي الإجمالي (بليون دولار)                      | 16.85 مليار | 8.41 مليار                           |
| الناتج المحلي الإجمالي (تعادل القوة الشرائية) بليون دولار | 38.71 مليار | 18.82 مليار                          |
| الناتج المحلي الإجمالي الاسمي للفرد دولار أمريكي          | 1.82 ألف    | 818                                  |
| الناتج المحلي الإجمالي للفرد دولار أمريكي                 |             | 1.73 ألف                             |
| مؤشر التنمية البشرية                                      | 0.575       | 0.483                                |
| رمز المكالمات الدولي                                      | +856        | +509                                 |
| رمز الإنترنت                                              | .la         | .ht                                  |
| المنطقة الزمنية                                           | ت ع م+07:00 | 00                                   |

## منظمات دولية مشتركة
يشترك البلدان في عضوية مجموعة من المنظمات الدولية، منها:
| علم المنظمة | اسم المنظمة                        | تاريخ انضمام لاوس | تاريخ انضمام هايتي |
| ----------- | ---------------------------------- | ----------------- | ------------------ |
|             | منظمة حظر الأسلحة الكيميائية       | ?                 | ?                  |
|             | البنك الدولي للإنشاء والتعمير      | 5 يوليو 1961      | 8 سبتمبر 1953      |
|             | الأمم المتحدة                      | 14 ديسمبر 1955    | 24 أكتوبر 1945     |
|             | منظمة الشرطة الجنائية الدولية      | ?                 | ?                  |
|             | وكالة ضمان الاستثمار متعدد الأطراف | 5 أبريل 2000      | 11 ديسمبر 1996     |
|             | يونسكو                             | 9 يوليو 1951      | 18 نوفمبر 1946     |
|             | مؤسسة التنمية الدولية              | 28 أكتوبر 1963    | 13 يونيو 1961      |
|             | مؤسسة التمويل الدولية              | 29 يناير 1992     | 20 يوليو 1956      |

## وصلات خارجية
- موقع وزارة الخارجية الهايتية